# Trophée de la division centrale
Le Trophée de la division centrale est un trophée de hockey sur glace du Québec. Le trophée est remis chaque année au vainqueur de la division centrale dans la Ligue de hockey semi-professionnelle du Québec entre 1996-1997 et 1998-1999. À la suite de cette saison, le trophée est supprimé.

## Récipiendaires du trophée
| Saison    | Vainqueur         |
| --------- | ----------------- |
| 1996-1997 | Nova d'Acton Vale |
| 1997-1998 | Nova d'Acton Vale |
| 1998-1999 | Nova d'Acton Vale |